# Villa d'Adda
Villa d'Adda [ˈvilːa ˈdadːa] (Éla d’Ada [ˈela ˈdada] in dialetto bergamasco, Vila d’Ada [ˈvila ˈdada] in dialetto brianzolo, Villa Ripae Abduae in latino) è un comune italiano di 4 604 abitanti della provincia di Bergamo in Lombardia.
Situato ai margini nord-occidentali dell'Isola bergamasca, nei pressi della Valle San Martino e sulla sponda sinistra del fiume Adda, equidistante circa 17 chilometri a ovest dal capoluogo orobico e a sud dalla città di Lecco.

## Geografia fisica

### Territorio
Il territorio comunale si estende da una quota di 194 m s.l.m. in riva al fiume Adda, fino a 641 m s.l.m. sulla sommità del Monte Canto.
Villa d'Adda è il comune (per casa comunale) più a Ovest nella provincia di Bergamo.

### Sismologia
Secondo la classificazione sismica, il comune appartiene alla zona 4 (sismicità molto bassa).

### Clima
Villa d'Adda, secondo la classificazione dei climi di Köppen, gode di un tipico clima temperato delle medie latitudini (Cfa), piovoso o generalmente umido in tutte le stagioni e con estati molto calde.
Le precipitazioni si concentrano nei periodi compresi tra marzo e maggio, con un leggero calo nei mesi estivi, e un riacutizzarsi nel periodo compreso tra ottobre e novembre inoltrato.
L'inverno è compreso generalmente tra novembre e fine marzo, ed è caratterizzato da una percentuale di piovosità molto bassa.
In base alla media trentennale di riferimento 1961-1990, la temperatura media del mese più freddo, gennaio, si attesta a +1,5 °C; quella del mese più caldo, luglio, è di +22,4 °C.
Le precipitazioni medie annue sono superiori ai 1.150 mm, mediamente distribuite in 97 giorni, e presentano un picco estivo ed autunnale e minimo relativo invernale.

## Origini del nome
Il toponimo del paese che si compone di due parti deriva per la prima parte da villa che anticamente definiva una fattoria con terreno, o casa di campagna, contrapponendola alla civitas, località più grande e imperiale. Anche in epoca medioevale per villa si fa riferimento a un paese, comunque un agglomerato di poche abitazioni. A completare il nome vi è l'idronimo Adda che ne definisce la posizione geografica. Il dizionario di toponomastica: «Storia e significato dei nomi italiani», specifica: “Paese situato in prossimità del fiume Adda a 286 m s.l.m., dista 19 km da Bergamo”.
Il toponimo fa ritenere la sua collocazione storica in epoca della Roma imperiale, probabilmente formandosi intorno a una fattoria che ebbe maggior sviluppo durante il medioevo.

## Storia
(Cesare Cantù)

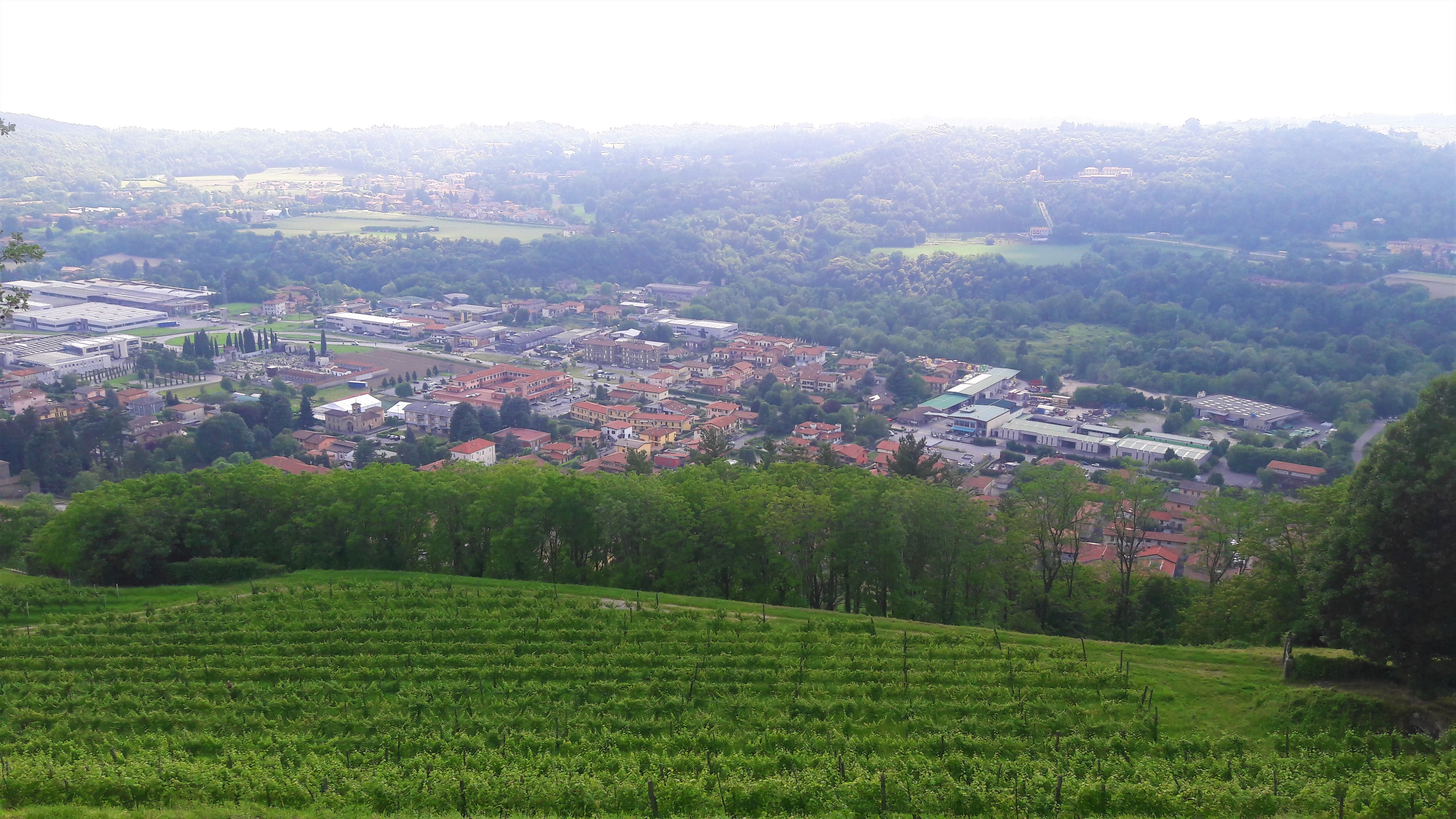
Villa d'Adda Bassa

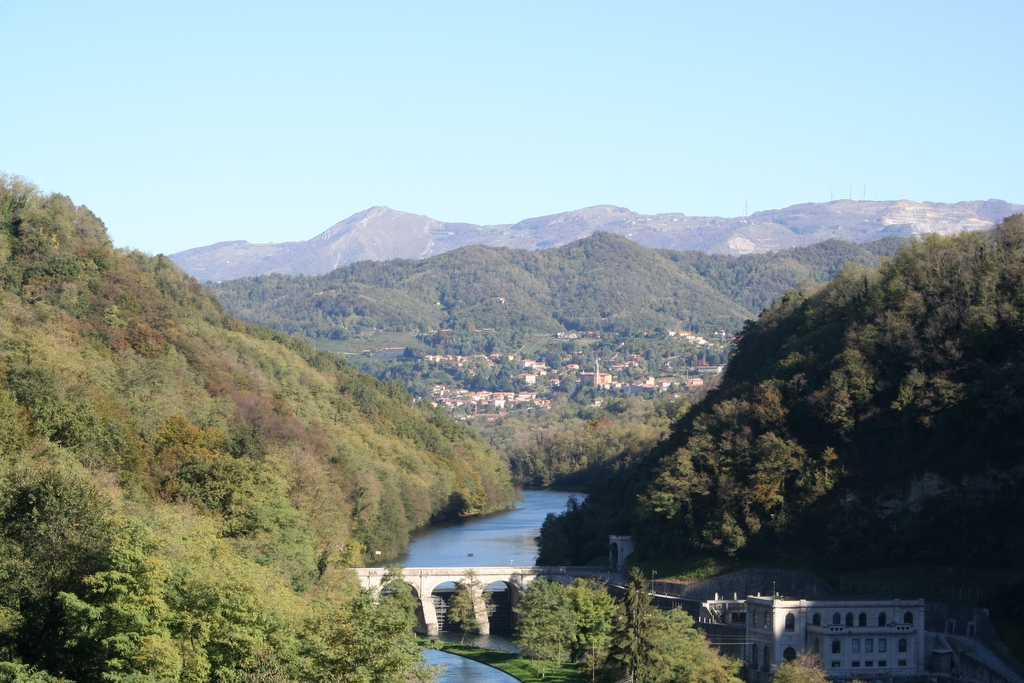
Villa d'Adda vista dal Ponte San Michele

Il paese ha origini risalenti ai tempi della dominazione romana, come si evince dal ritrovamento di alcune sepolture con annessi corredi funebri. Inoltre la zona in quel periodo era interessata dal passaggio di un'importante strada di collegamento, utilizzata in ambito commerciale e militare, tra le città di Bergamo e di Lecco, che permise un notevole sviluppo commerciale del borgo, che all'epoca fu uno dei più insigni della bergamasca.
Tuttavia per aspettare i primi documenti scritti che attestassero l'esistenza del paese bisogna aspettare fino all'anno 856, periodo in cui l'intera zona fu sottoposta alla dominazione del Sacro Romano Impero, che vi instaurò il feudalesimo. Un documento datato marzo 941, pubblicato nelle pergamene bergamasche altomedievali, conferma il nome e la presenza dell'insediamento di Villa d'Adda prima dell'anno mille. In particolare esso rivela l'esistenza di un castello nel X secolo.

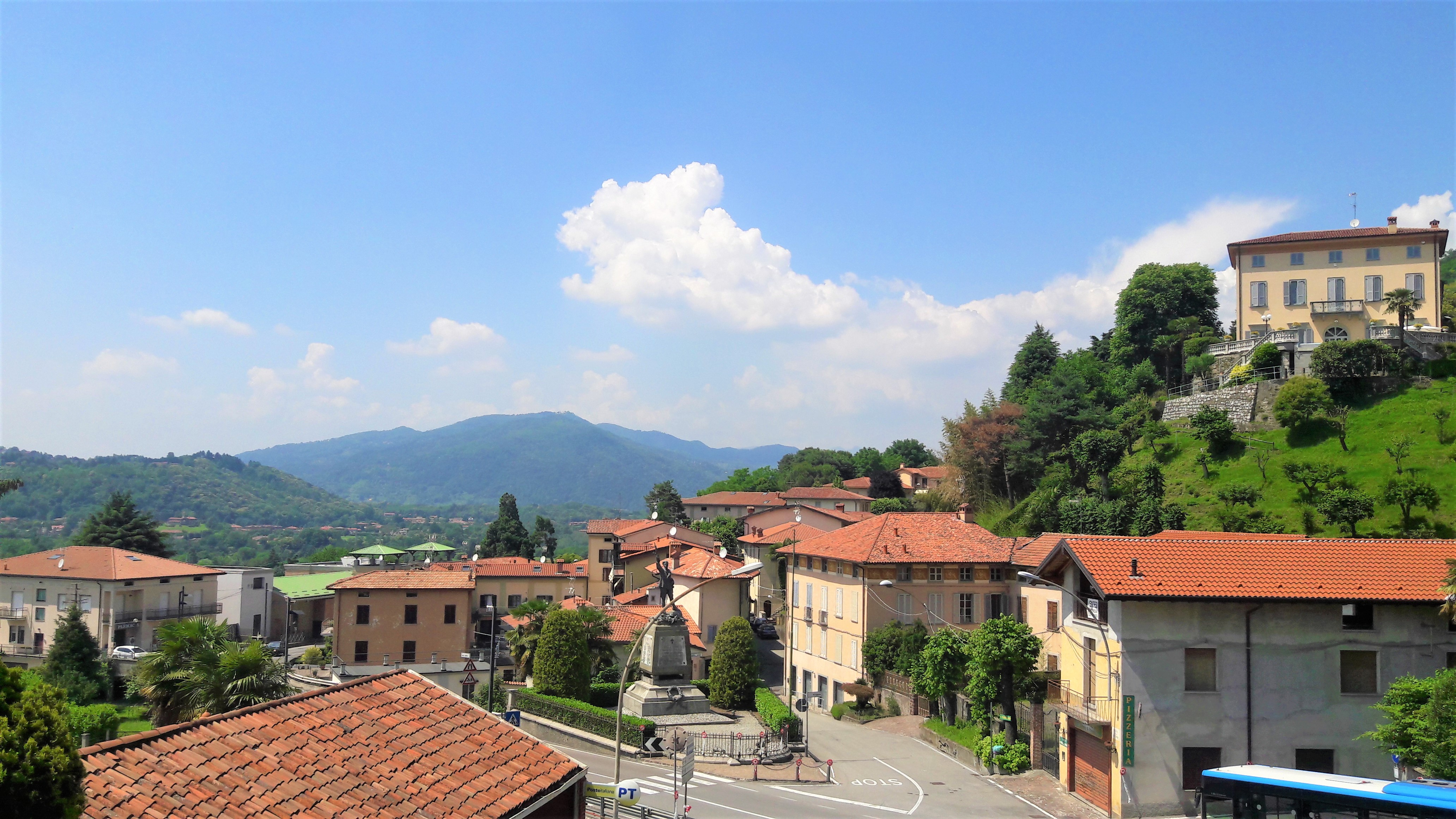
Vista del centro

I territori vennero inizialmente affidati alla gestione della diocesi di Bergamo, a cui poco a poco cominciò a sostituirsi la famiglia dei Da Villa che, già nell'XI secolo, cominciò a opporre resistenza al vescovo orobico. Pochi anni più tardi, precisamente il giorno 11 luglio 1193, il comune di Bergamo, a cui il borgo era soggetto, dichiarò Villa d'Adda ”borgo franco”, equiparandolo giuridicamente allo stesso capoluogo orobico e liberandolo da tasse e decime.

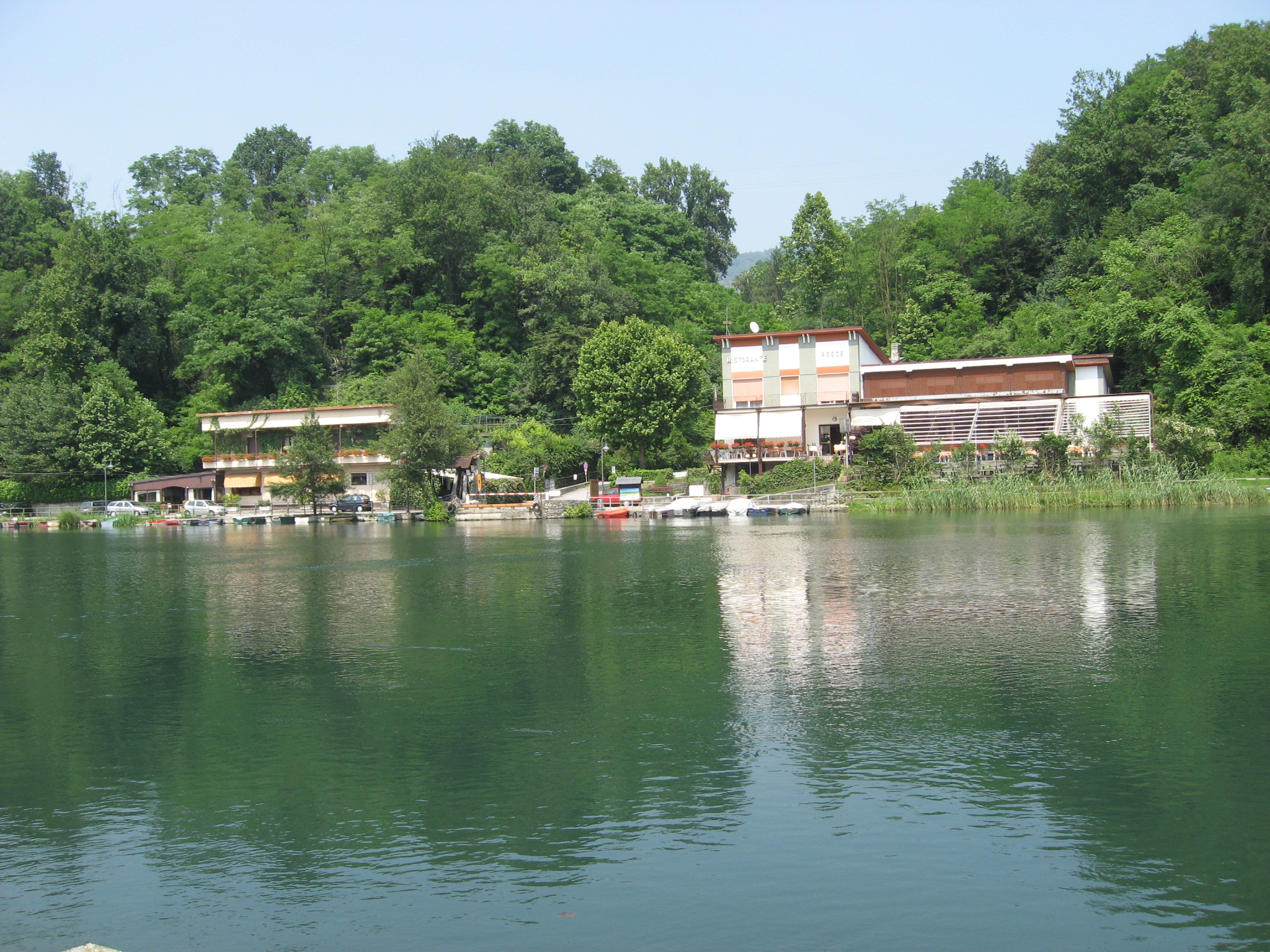
Località Porto

Successivamente inserito nella pieve del vicino paese di Brivio, in epoca medievale si schierò con la fazione ghibellina, in netta contrapposizione con i comuni limitrofi, apertamente guelfi. Questo portò il paese a dotarsi di una serie impressionante di fortificazioni, di torri difensive e di castelli. All'epoca si contavano 7 castelli e 33 torri.
Le cronache raccontano di numerosi attacchi perpetrati nei confronti di Villa d'Adda, con relativi saccheggi ed incendi, avvenuti a più riprese nel 1389, nel 1395, nel 1398 e nel 1403.

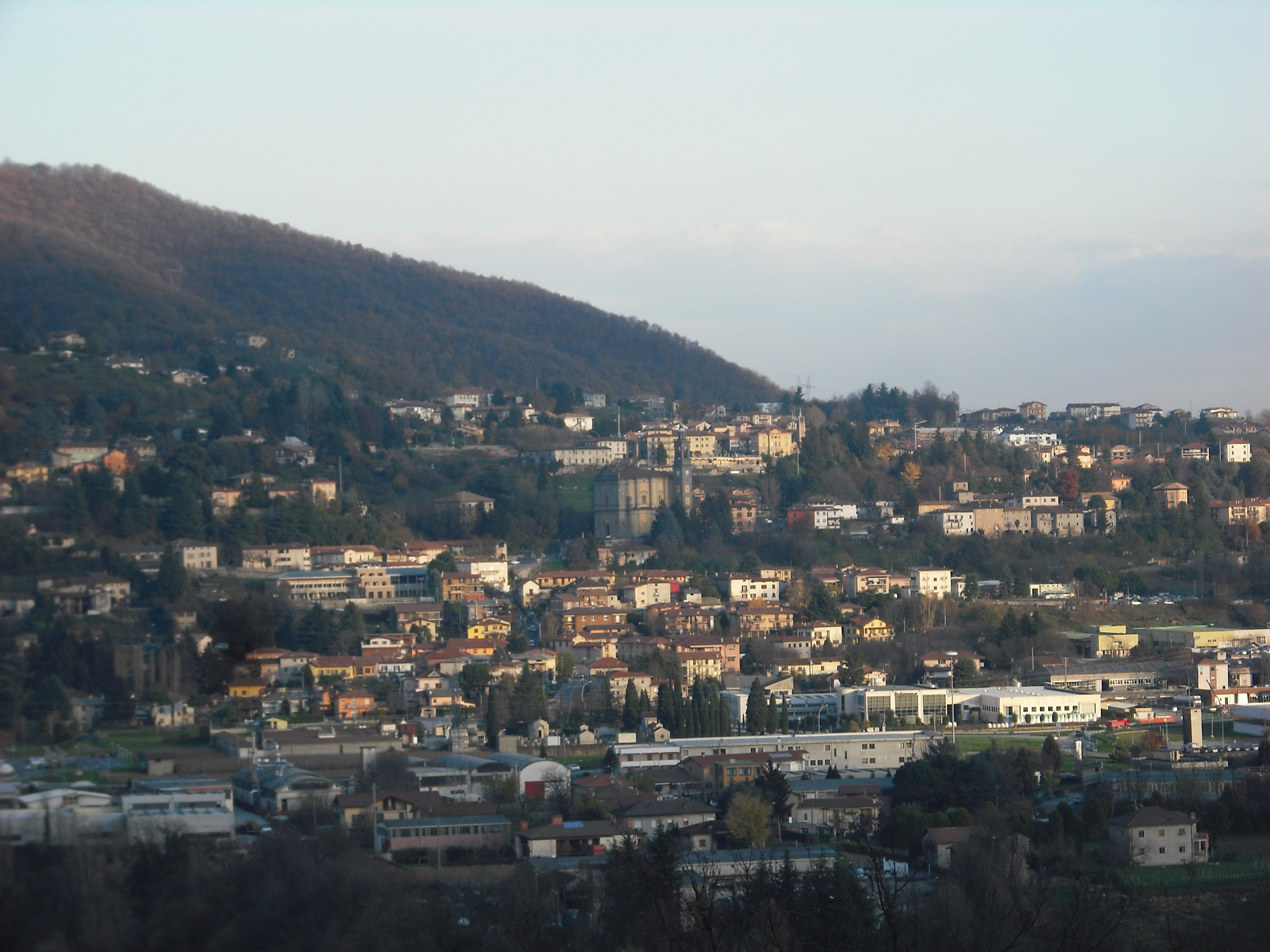
Villa d'Adda vista da Imbersago

Nel 1408 il potere passò nelle mani di Pandolfo Malatesta, che lo detenne fino al 1426 quando vi subentrò la Repubblica di Venezia. Tuttavia l'anno successivo il Ducato di Milano ebbe la meglio sulla Serenissima, la quale ribaltò nuovamente, e definitivamente, la situazione nel 1431. Un manoscritto del 1481, attesta l'inquadramento definitivo di Villa d'Adda nel territorio dell'isola bergamasca.
I secoli successivi videro un progressivo ridimensionamento del paese che, inserito in un contesto di generale declino della zona dell'isola bergamasca, ebbe notevoli ripercussioni in ambito economico e sociale. I ruoli commerciali e militari diventarono sempre più scarsi, a cui seguirono poi un generale stato di povertà e frequenti carestie: soltanto lo sviluppo della bachicoltura permise agli abitanti una piccola fonte di sussistenza.
Il 12 agosto 1610 le spoglie di san Carlo Borromeo giunsero in paese e da qui partirono per essere tumulate ad Arona e donate dal cardinal Federico Borromeo.
La povertà e la carestia portarono alla peste che scoppiò nel novembre 1629, a partire da Foppenico. A Villa d'Adda, chiusa da rastelli per proteggere gli abitanti, i morti furono 73 su 820 abitanti, una percentuale molto bassa se raffrontata con tutti i paesi vicini. Per questo vennero edificati l'oratorio per i Morti del Rito ed altri edifici devozionali.
La dominazione veneta terminò nel 1797, quando irruppe la napoleonica Repubblica Cisalpina, a cui subentrò nel 1815 la dominazione austriaca, che inserì Villa d'Adda nel Regno Lombardo-Veneto. I nuovi occupanti non riscossero mai il consenso della popolazione, tanto che nei loro confronti numerose furono le sollevazioni: durante questi moti si distinsero per eroismo i villesi Giacomo Esposito, Eugenio Piazzoni ed Edoardo Maschera, poi condannati a morte dal regime. La situazione si risolse qualche anno più tardi con l'annessione del paese al neonato Regno d'Italia.

### Simboli
Il comune ha come simboli lo stemma e il gonfalone concessi con DPR del 23 dicembre 1971.
Stemma
(DPR 23 dicembre 1971)
Le sette torri rappresentano gli antichi sette castelli, mentre il fiume rappresenta l'Adda. I colori giallo e rosso indicano il Comune di Bergamo, di cui Villa d'Adda fu borgo franco dal 1193.
Gonfalone
(DPR 23 dicembre 1971)

## Monumenti e luoghi d'interesse
Villa d'Adda si sviluppò lungo una strada senza avere una vera e propria piazza. La grande piazza della Vittoria, è uno slargo dove si trovano il monumento dedicato ai caduti delle guerre e la chiesa parrocchiale.

### Religiosi

Chiesa Parrocchiale di Sant'Andrea Apostolo.

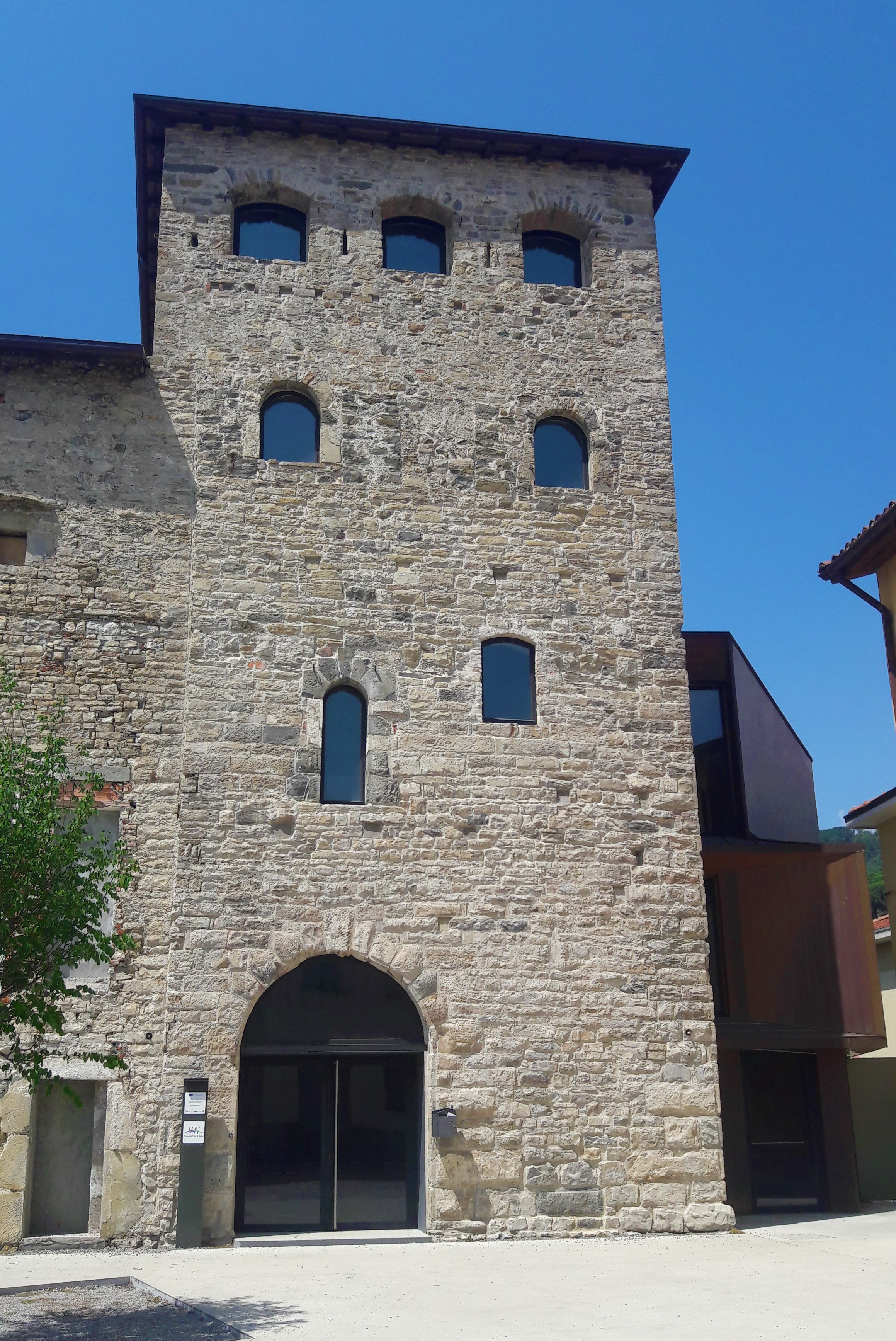
Torre del Borgo.

Numerosi sono gli edifici di culto degni di nota presenti sul territorio comunale di cui dà antica testimonianza lo storico Donato Calvi nel 1676 nel suo studio Effemeride sacra profana di quanto di memorabile sia successo in Bergamo, 1676: in primo luogo l'antica 
- chiesa di Santa Margherita di Catello che risulta essere presente sul territorio fino al 1610 quando viene citata nell'ultima visita pastorale;
- vecchia parrocchiale di Sant'Andrea Apostolo in Catello, già citata in documenti del XII secolo. Riedificata tre secoli più tardi e sconsacrata nel 1940, presenta uno stile tardo-rinascimentale con inserti barocchi.
- chiesa parrocchiale  dedicata sempre al santo apostolo che ricopre grande importanza, costruita nella seconda metà del XVIII secolo con un'imponente struttura, al cui interno si possono trovare numerose opere di buon pregio, fra cui l'affresco intitolato al Trionfo della Croce. D'interesse è anche il campanile neoclassico adiacente alla chiesa, fortemente voluto dalla popolazione locale, progettato da Giuseppe Bovara ed eretto tra il 1823 ed il 1834.
- Chiesa di Santa Maria della Cuna risalente al XII secolo e posta in prossimità di piazza della Vittoria;

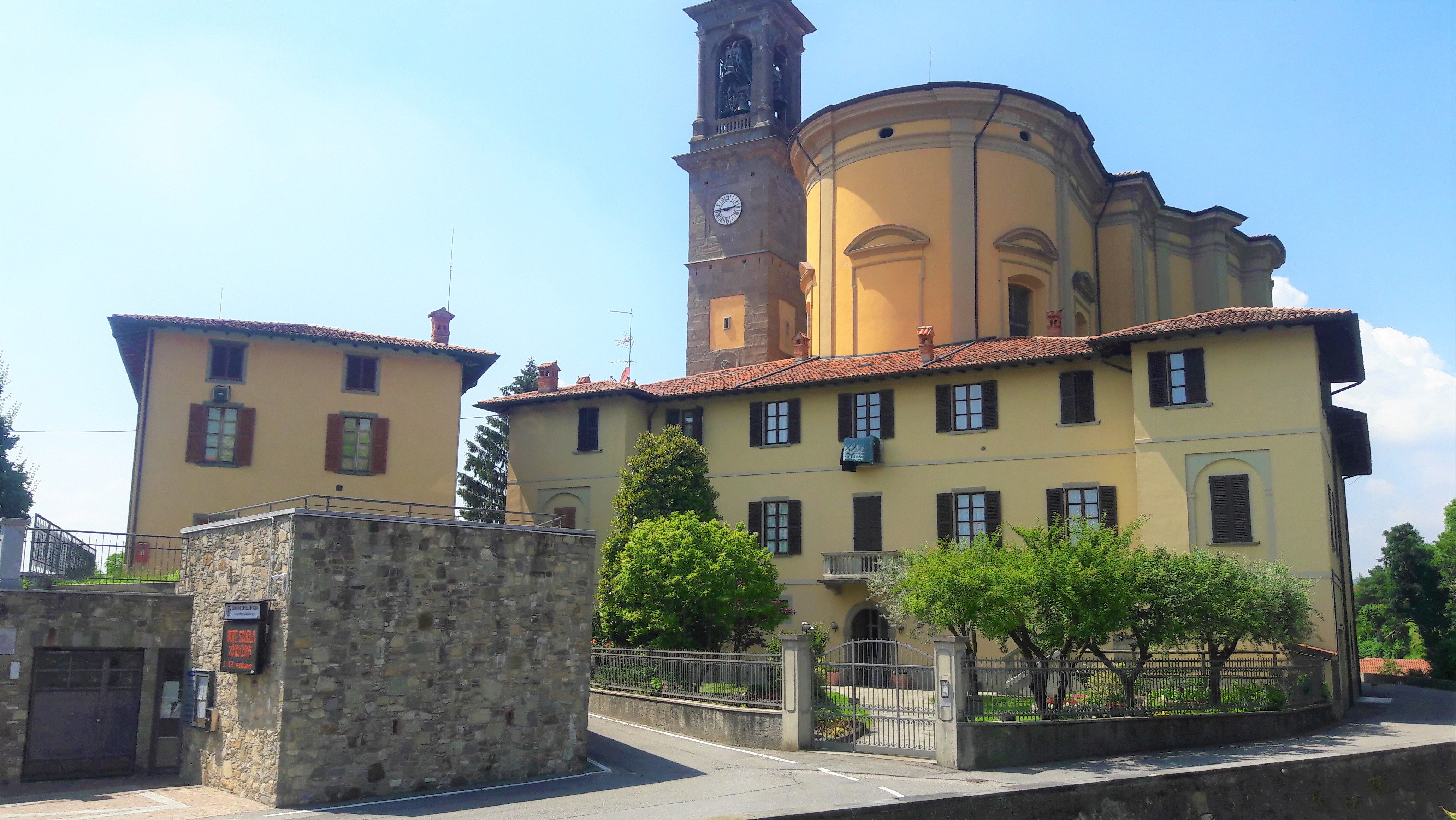
La canonica della Parrocchiale e il Municipio

- chiesa di San Zenone citata in documenti del 1198,
- Chiesa di San Martirio d'epoca trecentesca al cui interno si possono ammirare affreschi rinascimentali,
- Chiesa di San Giovanni Evangelista risalente al Cinquecento che custodisce un dipinto del Borgognone,
- Chiesa di San Bernardino edificata nel Settecento e posta nella località Valle,la settecentesca chiesa di San Bernardino,
- chiesa della Beata Vergine di Tassodine, posta nei pressi della sommità del monte dei Frati.
- Chiesa di Santa Maria della Fontana o di San Rocco andata perduta la cui fondazione è datata 1504 e che risulta presenta ancora nella visita pastorale del 1610, ma che fu poi inglobata nella chiesa di San Giovanni nella prima metà del Seicento.

### Civili
In ambito civile numerosi sono i resti di edifici risalenti all'epoca medievale: alcuni di questi si possono trovare in località Villa Bassa, dove sono presenti fortificazioni in pietra, in piazza della Vittoria con la villa Cuna e l'attigua chiesetta di Santa Maria della Cuna risalente al XII secolo, ed in Piazza del Borgo in cui svetta un'imponente torre, ed infine in contrada Prandelli. 
- La Torre del Borgo che in antico fungeva da ingresso al borgo è testimone dei conflitti che tipici della società medievale.

Da ricordare anche il Monumento ai Caduti della Guerra 1915-18, bella opera dello scultore meratese Giuseppe Mozzanica (1923).

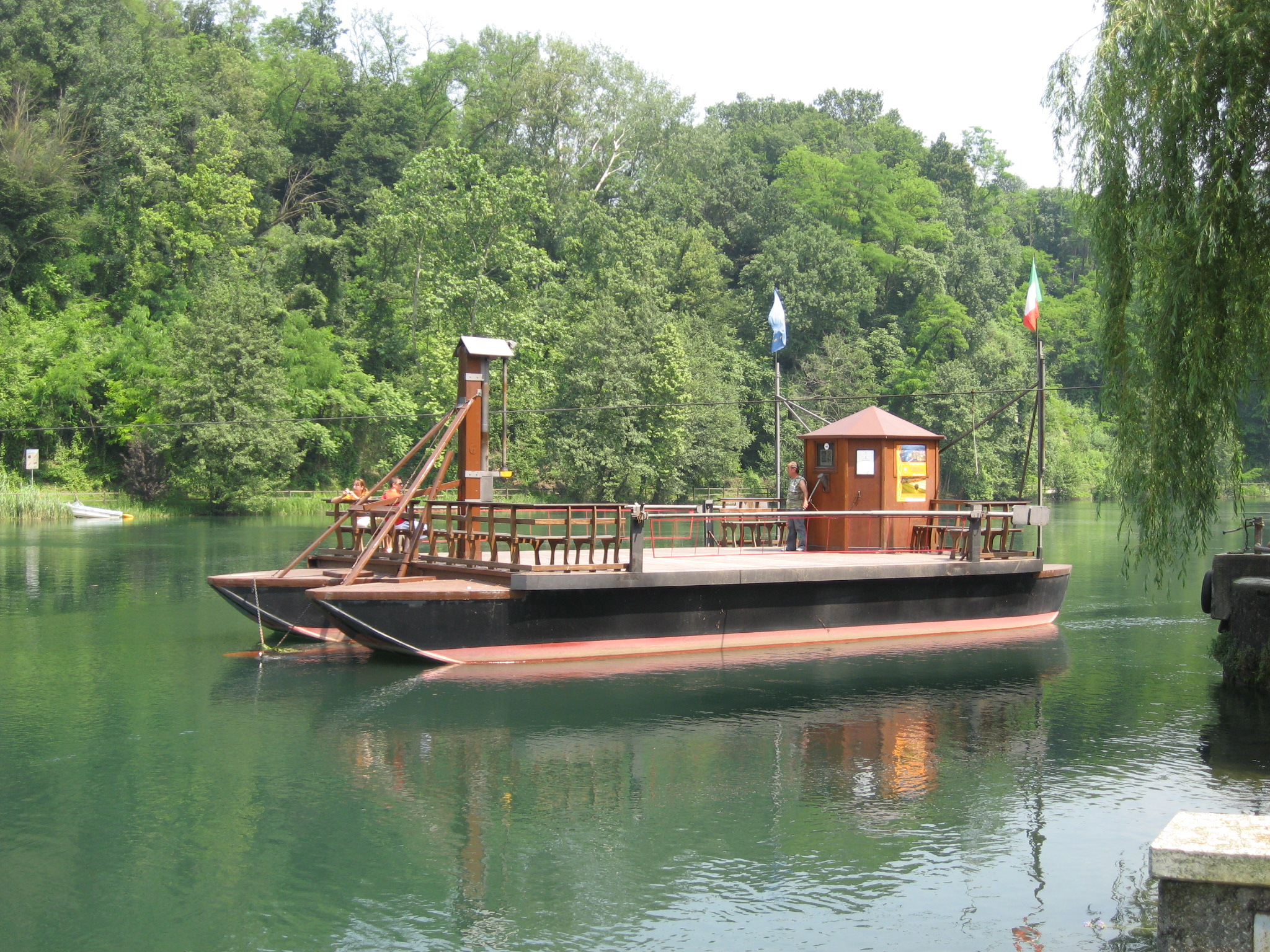
Il Traghetto di Leonardo.

Inoltre nel centro della frazione Volpino esiste ancora un castello denominato il Bignone, uno dei più importanti e ricchi di storia della zona. Di epoche successive sono Villa Perico, edificata nel 1880 con un bel giardino in pendenza, e Villa Rossera, edificata in posizione dominante in luogo di un castello.
- Tuttavia la principale attrazione turistica è il traghetto leonardesco[19] sul fiume Adda che collega Villa d'Adda con Imbersago, comune in provincia di Lecco situato sulla riva opposta. Dal 1513, più volte rifatto e ristrutturato, tale tipologia di traghetto trasporta ogni viandante da una riva all'altra. Il traghetto è una fedele riproduzione di quello progettato da Leonardo da Vinci, che sfruttando la legge del parallelogramma, aveva pensato alla possibilità di costruire dei traghetti mossi non da energia umana o animale, ma dalla sola corrente del fiume in causa. L'imbarcazione con due scafi, che può trasportare fino a quattro automobili, è assicurata a un cavo teso tra le due sponde, ed è azionata da un solo uomo, il quale muove il timone così da sfruttare la forza della corrente del fiume.

## Società

### Evoluzione demografica
Abitanti censiti

### Etnie e minoranze straniere
Risiedono a Villa d'Adda 244 cittadini stranieri, pari al 5,30% della popolazione complessiva. Le nazionalità più numerose sono:
1. Marocco 44
2. Romania 28
3. Albania 26
4. Senegal 26
5. Cina 14
6. Ucraina 12
7. Egitto 11
8. Repubblica Democratica del Congo 7
9. Ecuador 6
10. Pakistan 6

### Lingue e dialetti
Oltre alla lingua italiana, a Villa d'Adda è parlata una variante locale del dialetto bergamasco, a sua volta parte del ramo orientale della lingua lombarda. Essendo il comune di Villa d'Adda confinante con la Brianza, vi sono anche influenze linguistiche insubri.
Come tutti i dialetti lombardi, anche il bergamasco è sostanzialmente una lingua romanza derivata dal latino.
L'uso del bergamasco è ancora abbastanza largo nella popolazione, e nel corso degli anni è regredito in misura molto minore di altri dialetti lombardi.

### Cucina
La cucina Villadaddese è legata a tradizioni contadine tipiche dell'Orobia e della bergamasca. Uno fra i piatti più caratteristici è la polenta, cucinata in vari modi in accompagnamento dei primi e dei secondi, fra cui la “polenta e osei”, la polenta con il cervo, e la polenta bergamasca, tradizionalmente cotta nel tegame. Vi sono poi vari tipi di formaggi, affini a quelli delle vicine valli bergamasche. Da ricordare anche i “casonsei”, la pasta caratterizzata dalla presenza di salsiccia o salame nel ripieno, e le ossa del maiale cotte a lesso con la polentina.

## Economia
|          | Totale | Maschi | Femmine | Stranieri (31-12-2019) |
| -------- | ------ | ------ | ------- | ---------------------- |
| Abitanti | 4 584  | 2 225  | 2 359   | 279                    |

|            | Totale   | Agricola (07-2005) | Occupata (07-2005) |
| ---------- | -------- | ------------------ | ------------------ |
| Superficie | 5,98 km² | 4,09 km²           | 1,89 km²           |

|         | Totale territorio | Escluso agricolo |
| ------- | ----------------- | ---------------- |
| Densità | 766,55 ab/km²     | 2 425,40 ab/km²  |

## Cultura

### Istruzione
Hanno sede a Villa d'Adda due scuole statali (una elementare e una media inferiore), una scuola paritaria e una scuola materna privata.
La biblioteca comunate è intitolata a padre David Maria Turoldo. Vi è inoltre l'ecomuseo "Adda di Leonardo".
Ha sede in Villa d'Adda la scuola paritaria Istituto Sacro Cuore fondata dalle religiose della società del Sacro Cuore di Santa Maddalena Sofia Barat e gestita dal 2008 dall'Opera Sant'Alessandro di Bergamo. 
Nel 2018 è stato istituito il MU.VI. (Museo di Villa d'Adda). Il museo ha sede presso la Torre del Borgo ed è diventato operativo a fine 2020.

### Teatri
- Cine-Teatro "San Carlo"

## Geografia antropica

### Suddivisioni storiche
I vari nuclei abitativi e le contrade storiche villadaddesi vengono citati in uno stradario redatto da G.B. Rota nel Settecento.
Egli individuava sul territorio località maggiori quali Fontana di Sopra (o San Giovanni), Piazza, Sant'Andrea Vecchio, Peschiera, Volpino di Sotto, Volpino di Sopra, Fontana di Sotto, Ca' de Rico, Valsassina, Vestobio, Piazolo, Ca' Sargo, Seregallo, Panscera (o Pansiera Superiore), Bretta, Piazzolo, Ca' d'Estore, Lo Stallo, Chioso, Case Nuove, Pansiera Inferiore, Castello, Sagré, Cinque Mulini, Lacciata, Valle ed altri insediamenti più piccoli Galgina, Grumeslano, Bignone, Ca' d'Arnoldo, Rossera, Pradella, Costa, Cuna, Supersiera (o Supercera), Messo, Tessodine (o Tassodine) e Mazzo.

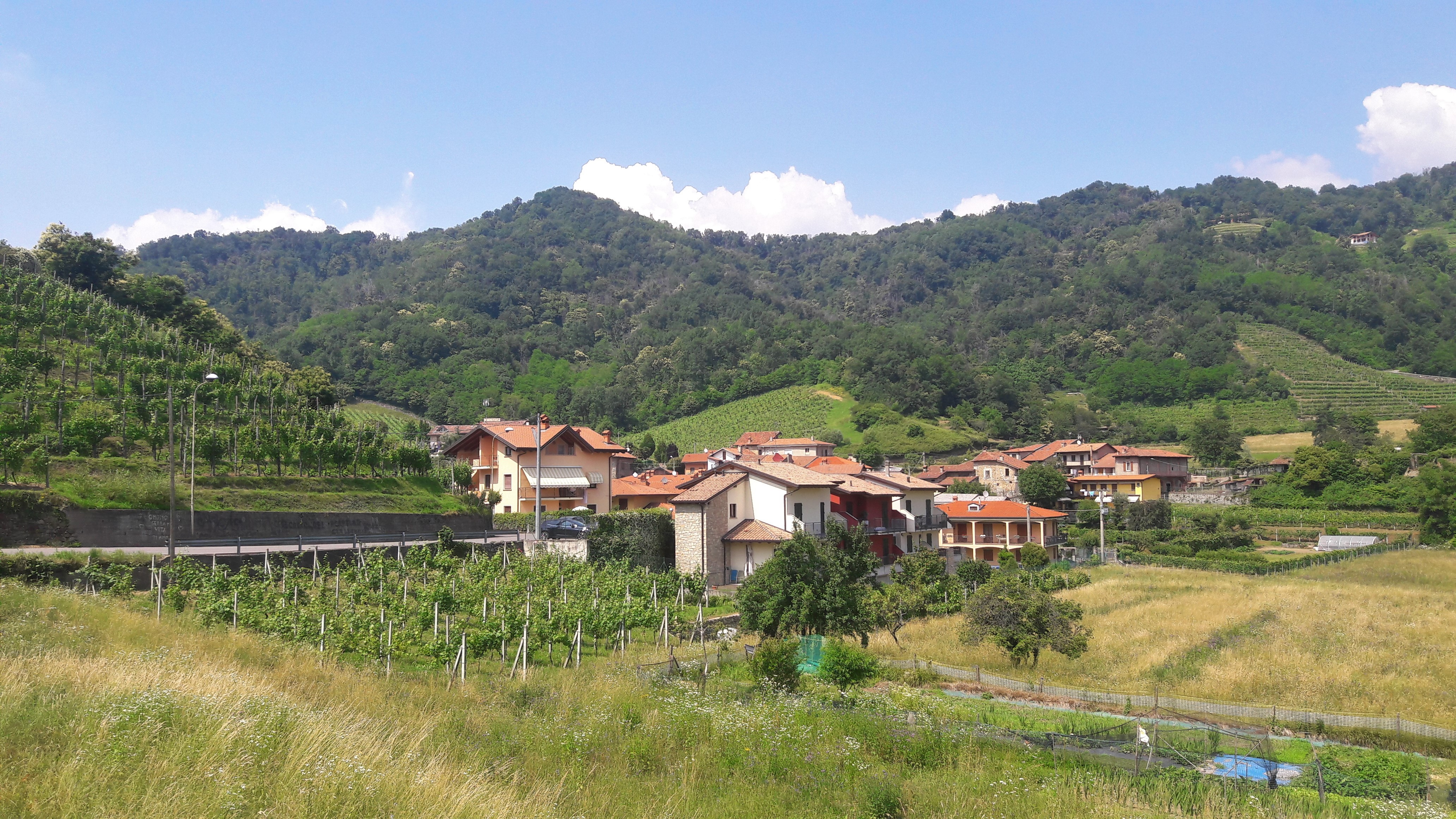
Valle
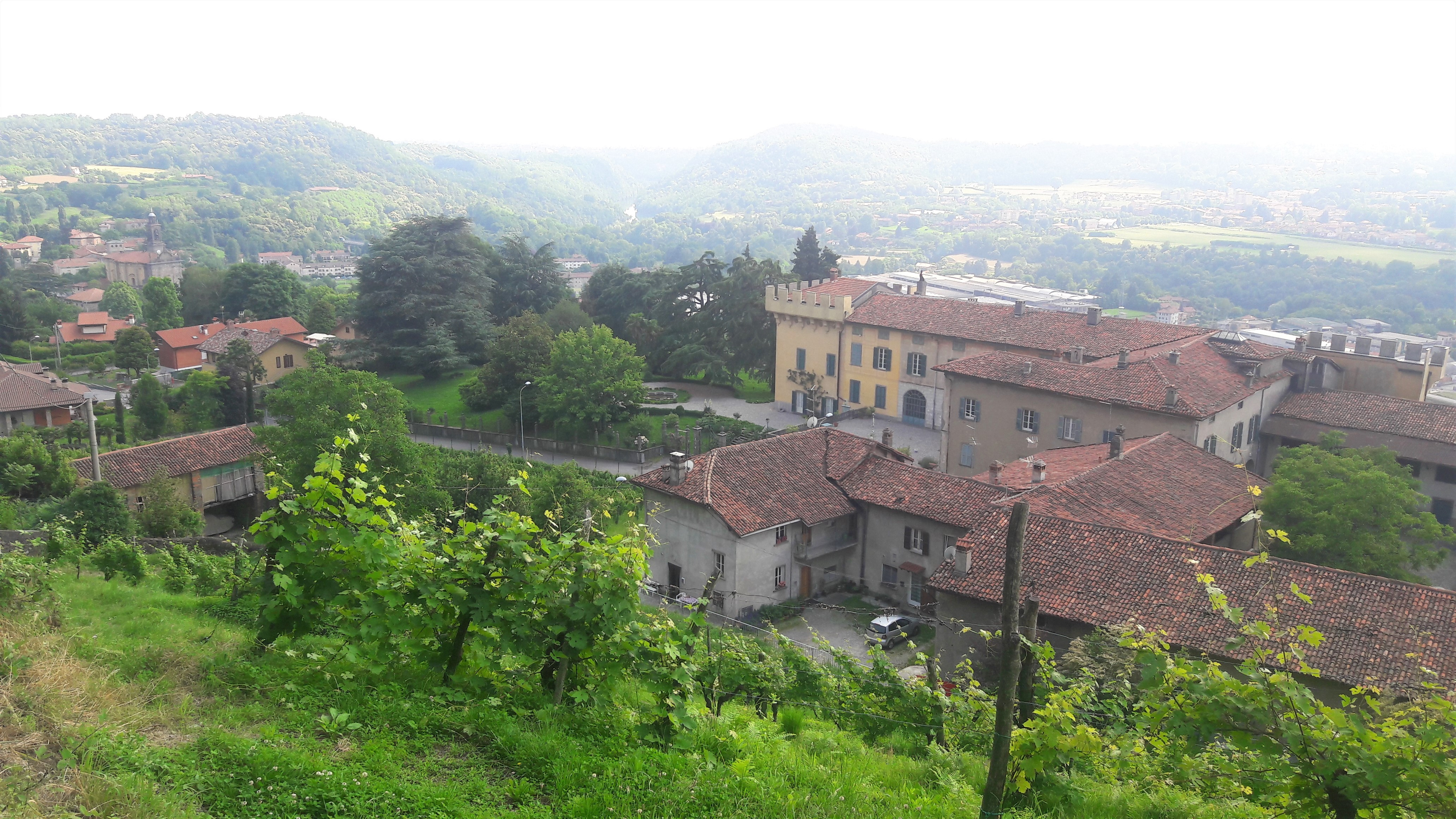
Rossera
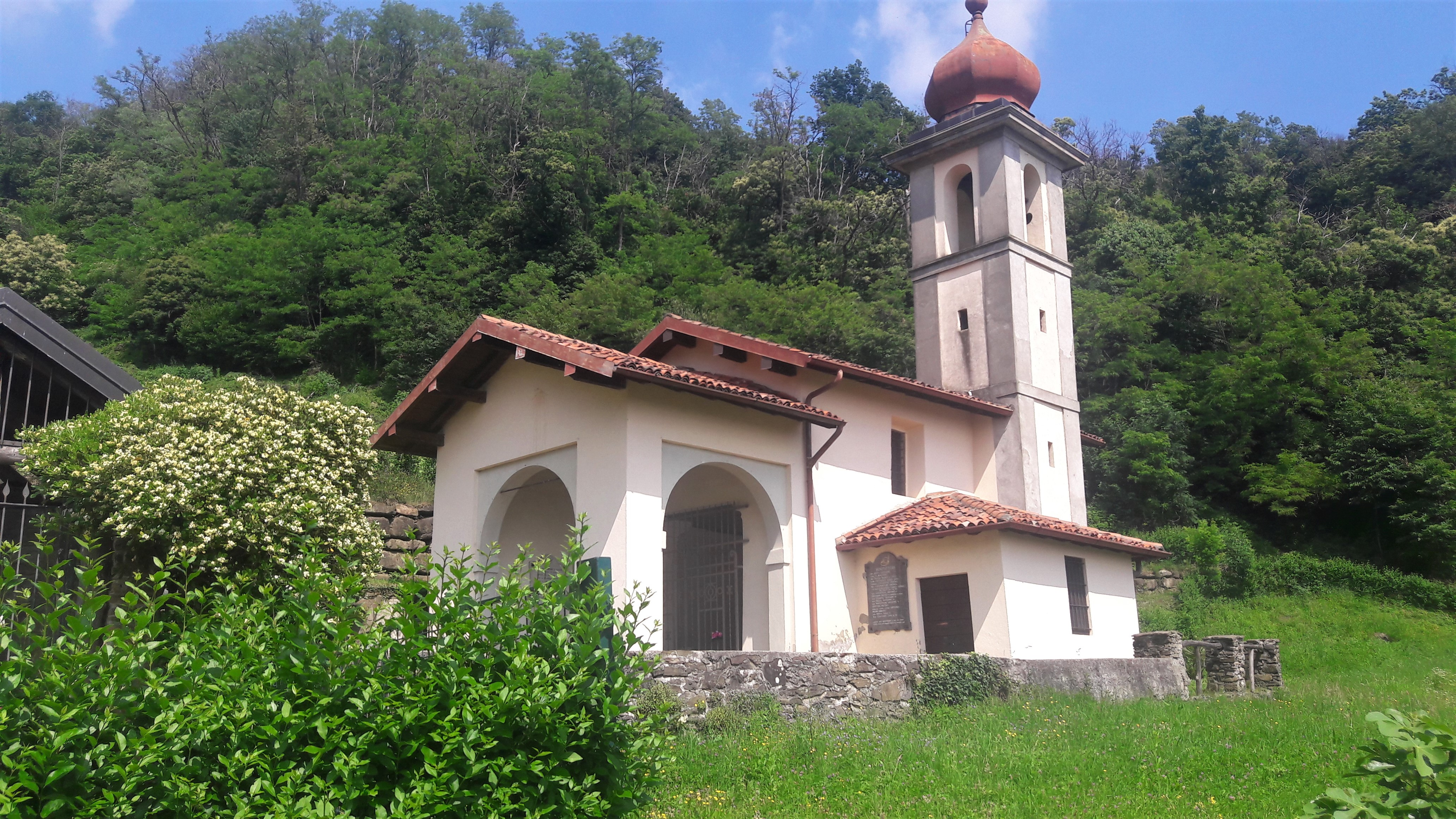
Tassodine
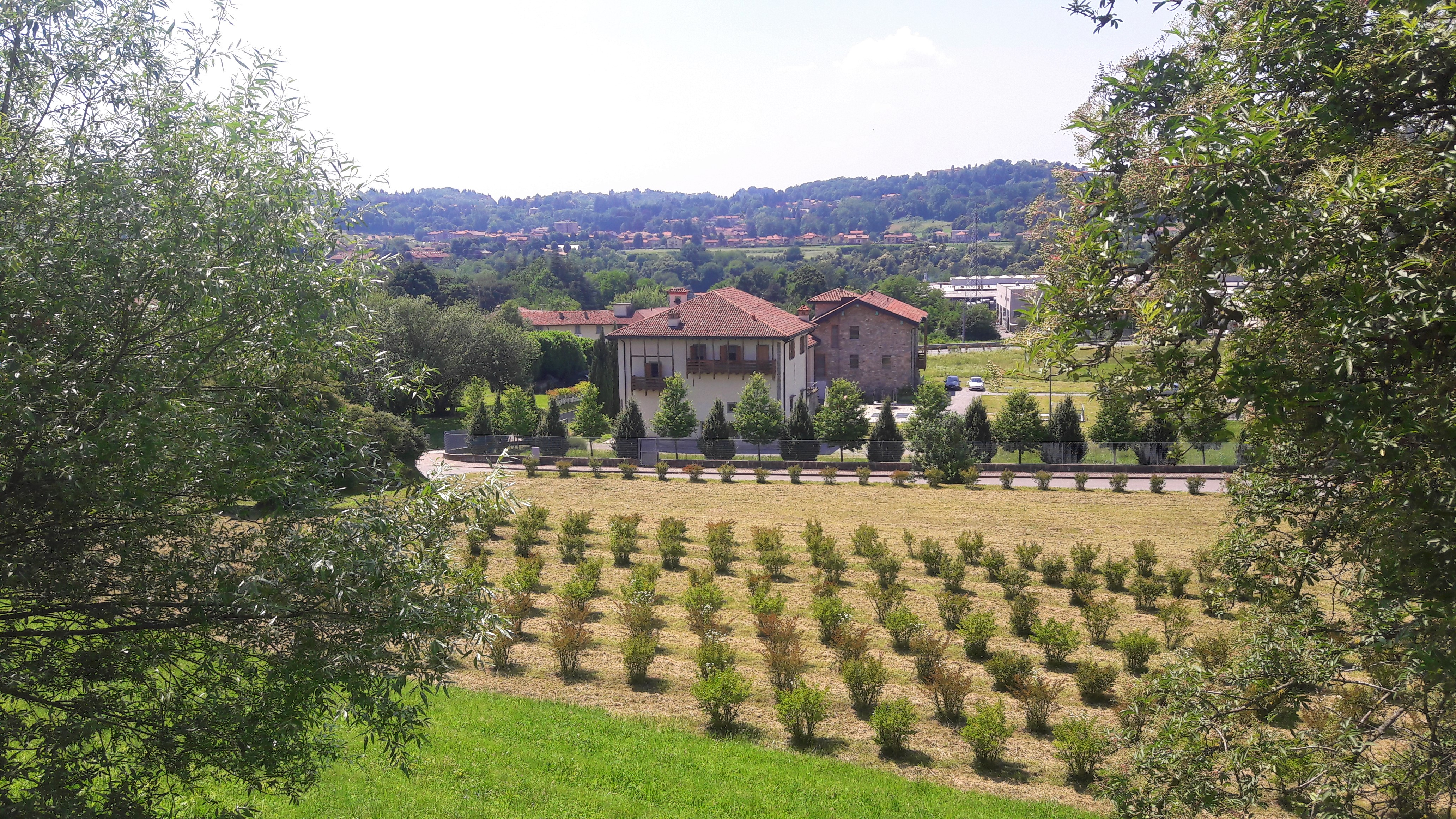
Catello (Sant'Andrea Vecchio)
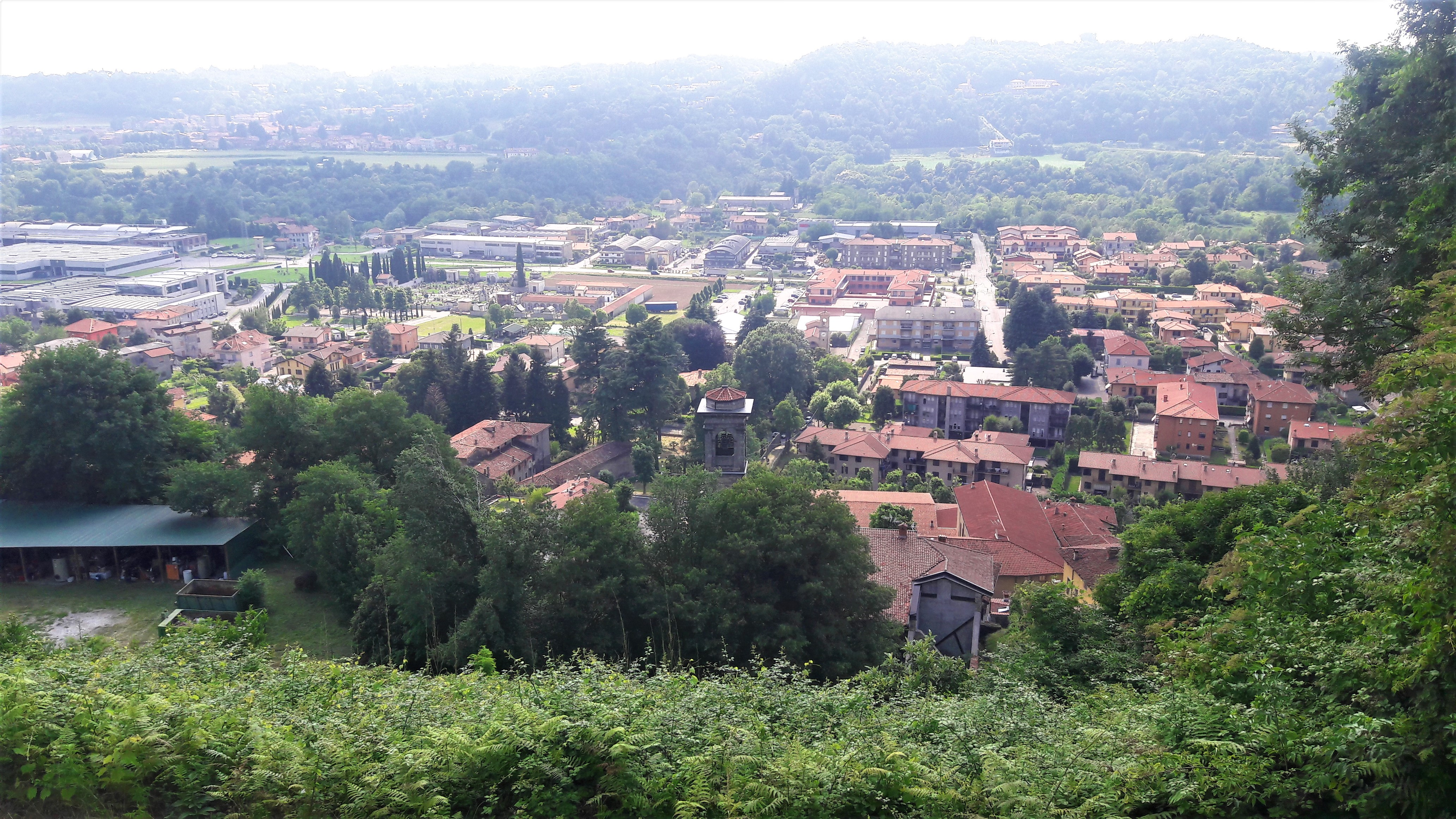
Villa di Basso

## Infrastrutture e trasporti
Il comune è attraversato da sud a nord dalla strada provinciale SP169 Carvico-Brivio e servito inoltre dalle SP 171 Villa d'Adda - Pontida - Cisano Bergamasco e SP 183 Industriale dell'Isola Calusco d'Adda-Villa d'Adda. Inoltre, 2 km a nord dell'abitato corre la Strada statale 342 Briantea, che congiunge Como a Bergamo.

## Amministrazione
| Periodo        | Periodo        | Primo cittadino     | Partito                                 | Carica                  | Note |
| -------------- | -------------- | ------------------- | --------------------------------------- | ----------------------- | ---- |
| 27 maggio 2003 | 13 aprile 2008 | Serafino Carissimi  | lista civica                            | Sindaco                 |      |
| 14 aprile 2008 | 27 maggio 2013 | Adelvalda Carsaniga | lista civica "Insieme per Villa d'Adda" | Sindaco                 |      |
| 28 maggio 2013 | 6 agosto 2016  | Gianfranco Biffi    | lista civica "El@"                      | Sindaco                 |      |
| 7 agosto 2016  | 11 giugno 2017 | Francesca Iacontini | -                                       | Commissario prefettizio |      |
| 12 giugno 2017 | in carica      | Gianfranco Biffi    | lista civica "El@"                      | Sindaco                 |      |